# Панцулая, Амиран Соломонович
Амиран Соломонович Панцулая — советский хозяйственный, государственный и политический деятель, Герой Социалистического Труда.

## Биография
Родился в 1926 году в Грузинской ССР. Член КПСС с 1952 года.
С 1944 года — на хозяйственной, общественной и политической работе. В 1944—1986 гг. — участник строительства, помощник сталевара, сталевар мартеновского цеха Руставского металлургического завода Министерства чёрной металлургии СССР.
Указом Президиума Верховного Совета СССР от 2 апреля 1966 года присвоено звание Героя Социалистического Труда с вручением ордена Ленина и золотой медали «Серп и Молот».
Избирался депутатом Верховного Совета СССР 6-го созыва.
Делегат XXII и XXIII съездов КПСС.
Умер в Рустави после 1986 года.